# Staniewo
Staniewo (niem. Ottoswalde) – osada mazurska w Polsce położona w województwie warmińsko-mazurskim, w powiecie kętrzyńskim, w gminie Reszel nad jeziorem Dejnowa.
W latach 1975–1998 miejscowość administracyjnie należała do województwa olsztyńskiego.